# Amlamé
Amlamé (ou Amlame) est une ville du Togo. Le nom "Amlamé" en français vient du nom en akposso, "Emla".

## Géographie
Amlamé est le chef-lieu de la préfecture d'Amou. Amlamé est situé à 25 km à l'ouest d'Atakpamé.

## Jumelages
- Aiffres (France) depuis 2006[1]